# Isla Atka
La isla Atka (en inglés: Atka Island; en Unangam Tunuu o en Aleutiano: Atxax) es la isla más grande del grupo de las islas Andreanof, que a su vez forman parte de las islas Aleutianas, en el estado norteamericano de Alaska. La isla está a 80 kilómetros al este de la isla de Adak. Mide 105 kilómetros de largo y entre 3,2 y 32 km de ancho, con una superficie de 1.048 km², por lo que es la 22ª isla más grande de los Estados Unidos. En el noreste de la isla Atka se encuentra el volcán Monte Korovin, que alcanza los 1.533 m. La isla Oglodak se encuentra a 5,5 km del cabo Kigun, el punto más occidental de la isla Atka.
La ciudad de Atka, está en el lado este de la isla. El censo de población de 2000, determinó que la isla estaba habitada por 95 personas, casi todas en la ciudad de Atka.
El 5 de diciembre de 2008, el presidente George W. Bush creó un Monumento Nacional en conmemoración de los eventos de la Segunda Guerra Mundial en el Pacífico, más específicamente en la isla. Un B-24 se estrelló en Atka en uno de los nueve sitios del monumento.